# Mangouste rouge
Galerella sanguinea
Espèce
Synonymes
- Herpestes sanguineus Rüppell, 1836

Statut de conservation UICN

 LC  : Préoccupation mineure
La Mangouste rouge (Galerella sanguinea), ou mangouste svelte est une espèce de mangoustes d'Afrique qui habite les savanes et les régions semi-désertiques d'Afrique australe.

## Description[2],[3]
Les individus adultes mesurent environ de 25 à 35 cm plus une queue de 20-30 cm, pour un poids de 350-800 g (souvent plus ou moins 600). C’est ainsi l'une des plus petites espèces de mangoustes. Le corps est allongé, les pattes courtes, et la coloration, malgré le nom vernaculaire, est très variable selon les individus (et le cycle de vie ? La saison ?). On trouve en effet des robes jaunâtres, grisâtres, rougeâtres à brun marron, du clair au foncé. Elles grimpent très volontiers aux arbres et se reconnaissent grâce aux touffes noires sur leur queue. Cette mangouste est diurne, et les deux sexes défendent leur territoire. Les mâles adultes tolèrent parfois un mâle plus petit, mais les confrontations sont fréquentes entre individus, peu importe le sexe.

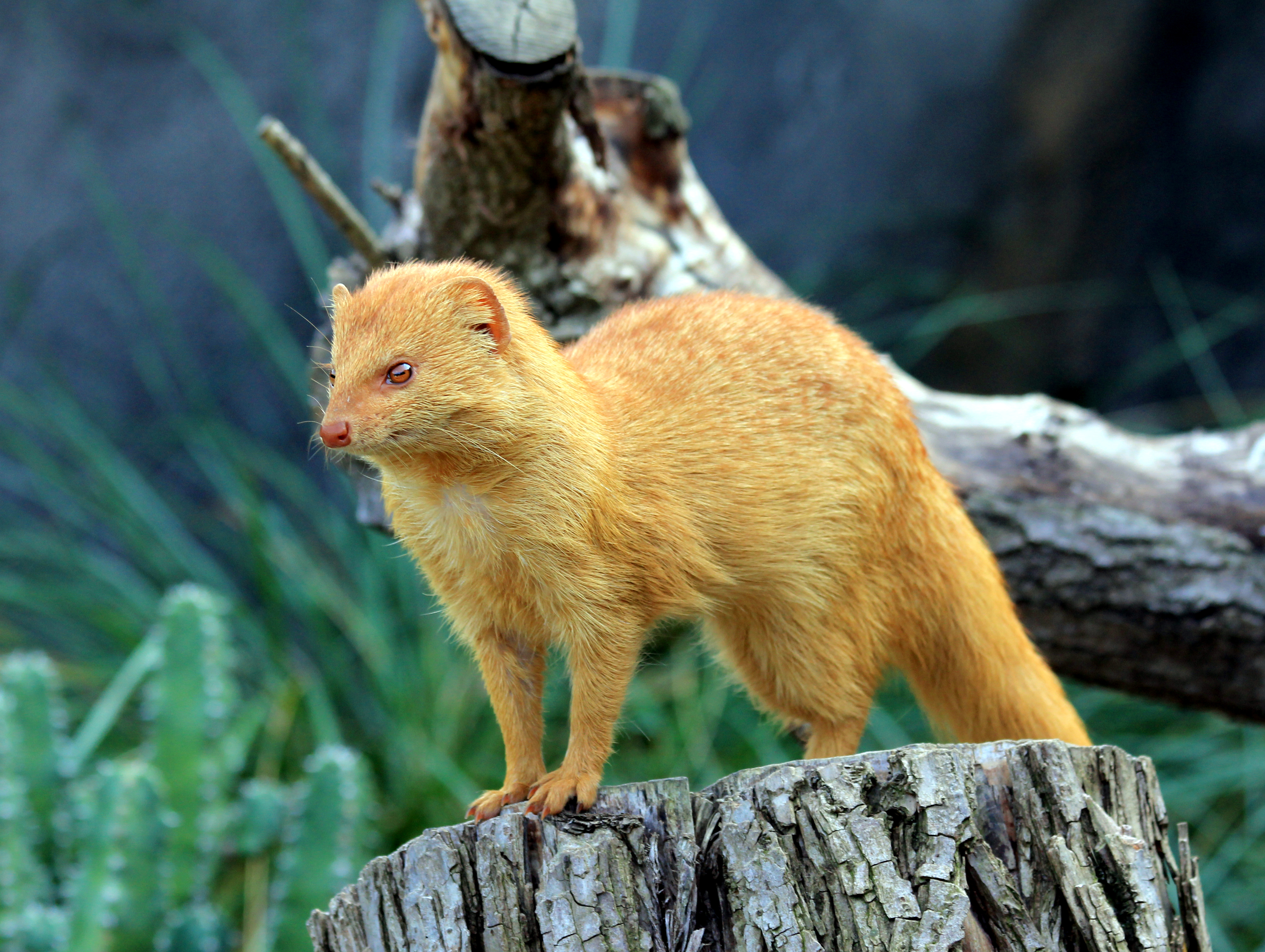
Mangouste rouge (zoo de Prague)
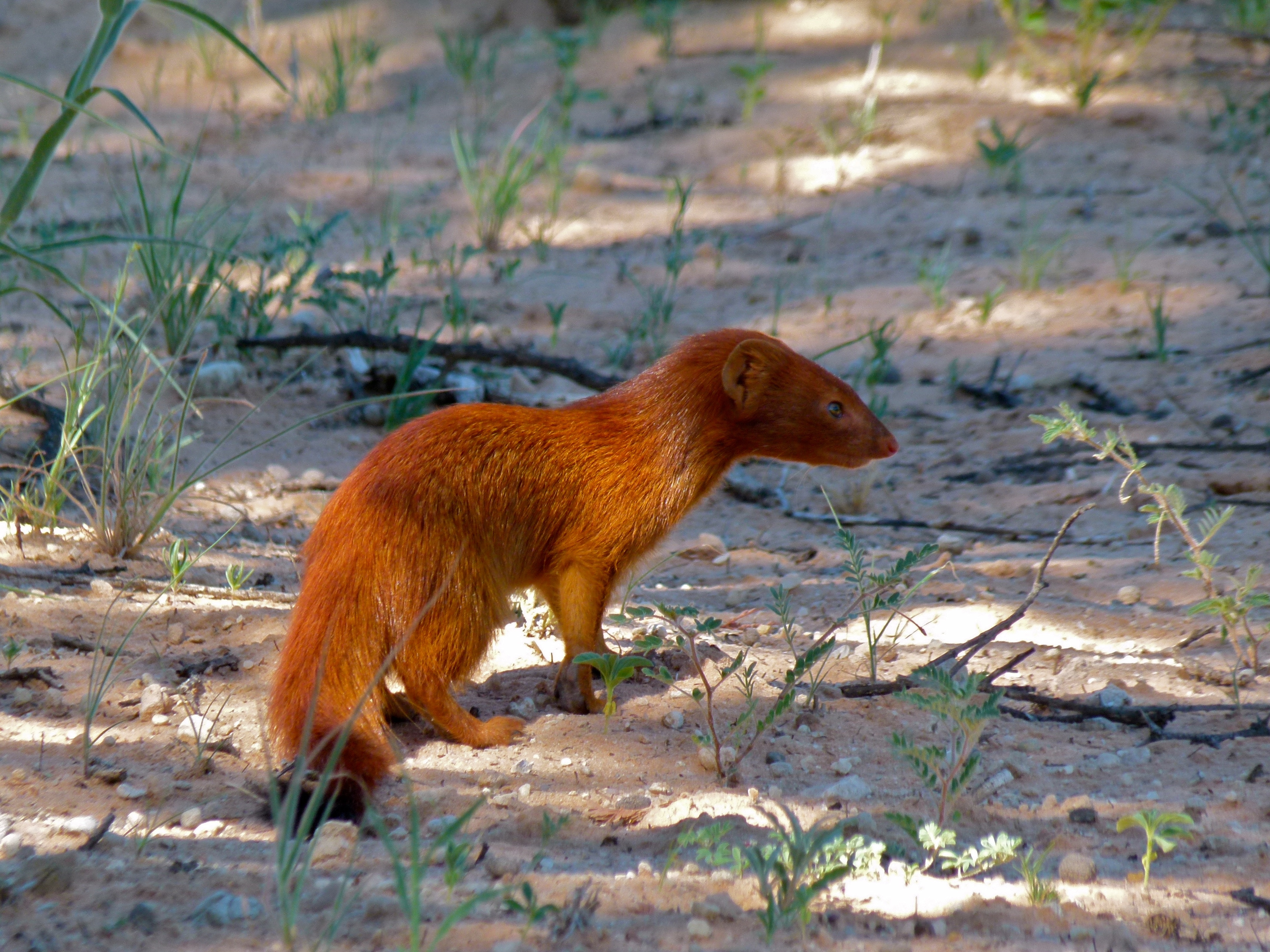
Mangouste rouge (Parc transfrontalier de Kgalagadi, Afrique du sud)
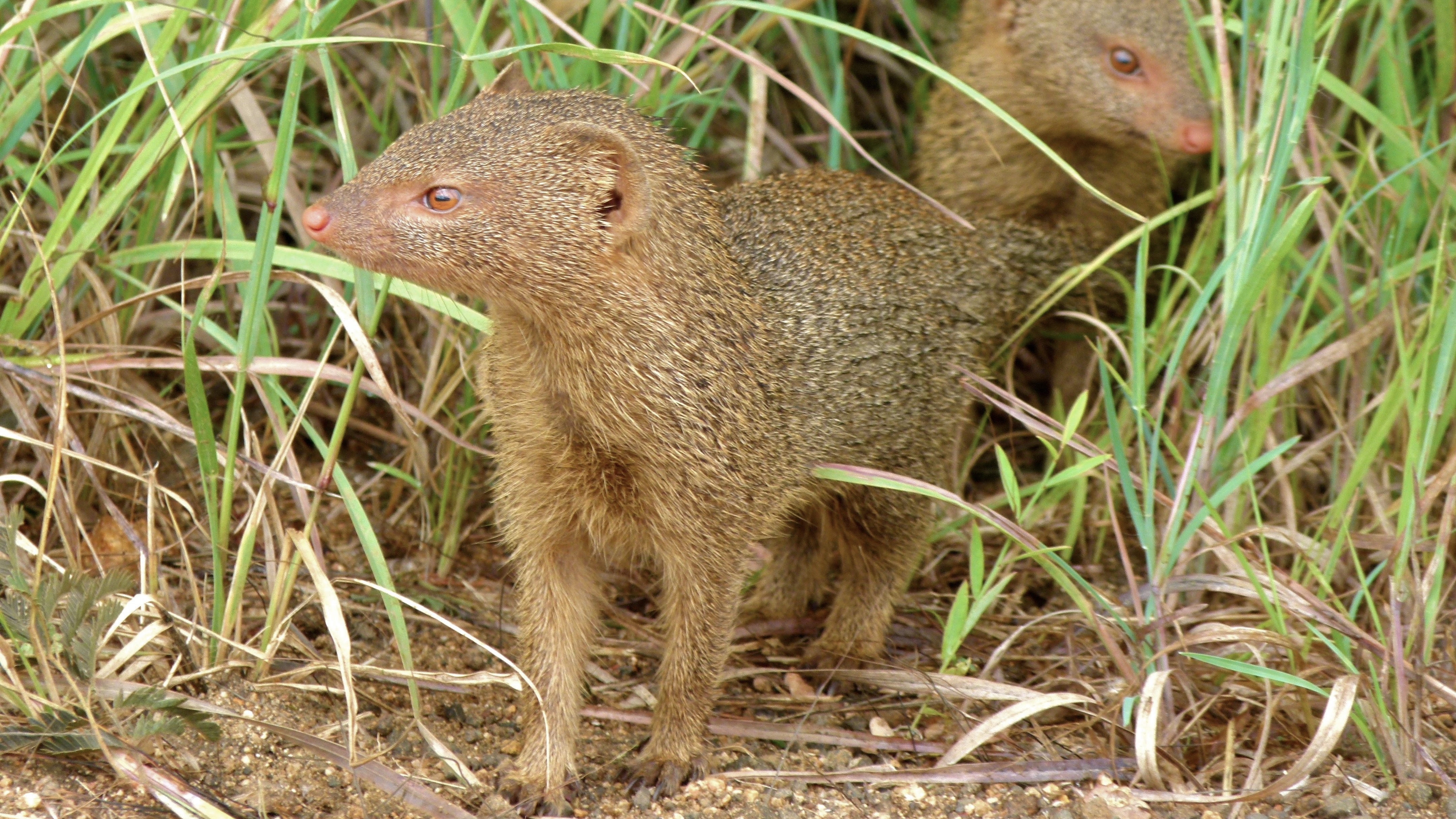
Mangouste rouge (Parc national Kruger, Afrique du sud)

## Répartition et habitat[2]
C'est une des espèces de mangouste les plus répandues en Afrique, avec pour limites le Sahara, et l’extrême Sud. Elle occupe tous les biotopes boisés, de savanes, de taillis et de forêts et on la retrouve également dans les grands marais à Papyrus et les forêts marécageuses.

## Éthologie (comportement animal)[2]
Les mangoustes rouges sont souvent solitaires mais peuvent former des coalitions entre mâles pour défendre leur territoire. Il ne s'agit cependant pas de véritables communautés, car ils dorment et chassent seuls.
Les femelles s’accouplent avec un ou deux mâles et donnent naissance à une portée de un à trois petits après une gestation de 60 à 70 jours. Elles peuvent avoir deux portées par an. Les jeunes mâles quittent leur mère vers l’âge d'un an alors que les jeunes femelles restent encore associées quelque temps avec leur mère.
Très opportunistes, elles mangent des rongeurs, de petits oiseaux, des reptiles, des insectes, voire des charognes et des œufs. Conformément à l'imagerie populaire, elles sont capables de tuer et de manger des serpents venimeux, mais ceux-ci sont rares dans leur régime alimentaire habituel.

## La mangouste rouge et l'Homme
Les mangoustes ont été pourchassées par l'homme car elles consomment volontiers les volailles d'élevage et sont en outre susceptibles de transmettre la rage. Mais elles ont été réintroduites dans beaucoup d'endroits car elles chassent aussi les rongeurs.

## Liste des sous-espèces
Selon Catalogue of Life (8 octobre 2017) et Mammal Species of the World (version 3, 2005)  (8 octobre 2017):
- sous-espèce Galerella sanguinea canus (Wroughton, 1907)
- sous-espèce Galerella sanguinea cauui (A. Smith, 1836)
- sous-espèce Galerella sanguinea dasilvai (Roberts, 1938)
- sous-espèce Galerella sanguinea dentifer (Heller, 1913)
- sous-espèce Galerella sanguinea fulvidior Thomas, 1904
- sous-espèce Galerella sanguinea galbus (Wroughton, 1909)
- sous-espèce Galerella sanguinea gracilis (Rüppell, 1835)
- sous-espèce Galerella sanguinea grantii (Gray, 1865)
- sous-espèce Galerella sanguinea ibeae (Wroughton, 1907)
- sous-espèce Galerella sanguinea ignitus (Roberts, 1913)
- sous-espèce Galerella sanguinea lancasteri (Roberts, 1932)
- sous-espèce Galerella sanguinea melanura (Martin, 1836)
- sous-espèce Galerella sanguinea mossambica (Matschie, 1914)
- sous-espèce Galerella sanguinea mustela Schwarz, 1935
- sous-espèce Galerella sanguinea mutgigella (Rüppell, 1835)
- sous-espèce Galerella sanguinea orestes (Heller, 1911)
- sous-espèce Galerella sanguinea parvipes (Hollister, 1916)
- sous-espèce Galerella sanguinea perfulvidus (Thomas, 1904)
- sous-espèce Galerella sanguinea phoenicurus (Thomas, 1912)
- sous-espèce Galerella sanguinea proteus (Thomas, 1907)
- sous-espèce Galerella sanguinea rendilis (Lönnberg, 1912)
- sous-espèce Galerella sanguinea saharae (Thomas, 1925)
- sous-espèce Galerella sanguinea sanguinea (Rüppell, 1835)
- sous-espèce Galerella sanguinea swalius (Thomas, 1926)
- sous-espèce Galerella sanguinea swinnyi (Roberts, 1913)
- sous-espèce Galerella sanguinea ugandae (Wroughton, 1909)